# التیدونا
التیدونا (به ایتالیایی: Altidona) یک سکونتگاه مسکونی در ایتالیا است که در استان فرمو واقع شده‌است.

## خصوصیات
التیدونا ۱۲٫۹۳ کیلومترمربع مساحت و ۲٬۹۸۱ نفر جمعیت دارد و ۲۲۴ متر بالاتر از سطح دریا واقع شده‌است.